# Andrew Kania
Pour les articles homonymes, voir Kania.
Andrew J. Kania (né le 7 décembre 1967) est un homme politique canadien de l'Ontario. Il est député fédéral libéral de la circonscription ontarienne de Brampton-Ouest de 2008 à 2011.

## Biographie
Né à Toronto en Ontario, Kania étudie le droit à l'université de Toronto et obtient un Master of Laws de l'université de Leicester. Nommé au barreau de l'Ontario en 1991, Kania est choisi comme secrétaire de l'Association du barreau de l'Ontario et de ses 17 000 membres avocats. Il est également instructeur de droit du cours d'admission au barreau de la Société du droit du Haut-Canada.
Élu en 2008, il est défait en 2011.
Kania est le directeur de la sensibilisation et vice-président ontarien de la campagne pour la course à la direction libérale de 2006 de Stéphane Dion et le directeur à la sensibilisation de la campagne de Michael Ignatieff à la direction libéral de 2008.